# Pousada de Saramagos
Pousada de Saramagos is een plaats (freguesia) in de Portugese gemeente Vila Nova de Famalicão en telt 2016 inwoners (2001).